# Peter Clös
Peter Clös (* 9. Januar 1956 in Biedenkopf) ist ein deutscher Schauspieler und Autor.

## Leben und Wirken
Peter Clös wuchs in Laasphe im Wittgensteiner Land auf und machte 1975 am städtischen Gymnasium sein Abitur. Seine schauspielerische Ausbildung, die er mit dem Diplom beendete, erhielt er von 1976 bis 1979 am Max-Reinhardt-Seminar in Wien. Seitdem arbeitet er für das Theater und wirkt in Fernsehproduktionen und Kinofilmen mit.
Seit 1993 ist Peter Clös zudem als Schauspiellehrer und Coach tätig. Einer seiner Schüler war der Darsteller der Kunstfigur Atze Schröder. Diesen hat er drei Jahre lang im Auftrag der Columbia TriStar für die Fernsehserie Alles Atze trainiert und ihm Grundlagenunterricht erteilt.
2015 veröffentlichte Peter Clös den von 1980 bis 2004 entstandenen autobiographischen Roman Das Montagskind.
Peter Clös wohnt in Köln.

## Engagements am Theater
- 1980–1982: Rheinisches Landestheater Neuss
- 1985–1989: Städtische Bühnen Münster
- 1991–1993: Westfälisches Landestheater Castrop-Rauxel
- 1989/90 und 1995/96: Schauspiel Bonn als Gast
- 1997: Oper Bonn als Gast
- seit 1998: Boulevard Münster, 1 × jährlich als Gast
- 2001–2003: KRESCH-Theater, Krefeld
- 2002: Burgfestspiele Bad Vilbel
- 2006: Theater an der Kö, Düsseldorf
- 2012: Ekhof-Theater Gotha

## Filmografie
- 1979: Ein echter Wiener geht nicht unter (TV-Serie)
- 1982: Hirnbrennen
- 1986: Der Name der Rose
- 1989: Ein Fall für zwei – Tod im Schlafsack (TV-Serie)
- 1993: Der grüne Heinrich
- 1995, 1999: Großstadtrevier (TV-Serie, zwei Folgen)
- 1995: Polizeiruf 110: Roter Kaviar (TV-Reihe)
- 1995: Die Sturzflieger
- 1997: Appartement für einen Selbstmörder (TV)
- 1997: Polizeiruf 110: Gänseblümchen (TV-Reihe)
- 1997–1999: Verbotene Liebe (TV-Serie, acht Folgen)
- 1999: SK Kölsch: Karneval des Todes (TV-Reihe)
- 2001: SK Kölsch: Jungfrau im Wunderland (TV-Reihe)
- 2001: Westend
- 2003: Narren
- 2004: SK Kölsch (TV-Serie, eine Folge)
- 2004: Tatort – Eine Leiche zu viel (TV-Reihe)
- 2006: Der Untergang der Pamir (TV)
- 2007: Das Gelübde
- 2008: Buddenbrooks
- 2009: Berlin 36
- 2010: Tatort – Der Fluch der Mumie (TV-Reihe)
- 2010: Kommissar Stolberg (TV-Serie)
- 2011: Und weg bist Du (TV)
- 2012–2013: Hotel 13 (TV-Serie)
- 2012: Und weg bist Du
- 2013: Ein Fall für zwei – Adams Sünde (TV-Serie)
- 2013: Tatort – Summ, Summ, Summ (TV-Reihe)
- 2014: Der letzte Bulle (TV-Serie, zwei Folgen)
- 2017: Rentnercops (TV-Serie)
- 2019: O Beautiful Night